# سطحائيات جافة
سطحائيات جافة أو الهَفّافيات (الاسم العلمي: Stilbaceae)، فصيلة نباتات مُزهرة من رتبة الشفويات.
الأجناس:
- Anastrabe  E. Mey. ex Benth.
- Bowkeria Harv.
- Campylostachys Kunth
- Charadrophila Marloth
- Euthystachys A. DC.
- شبراد L.
- Ixianthes Benth.
- Kogelbergia Rourke
- رماح (نبات) Comm. ex Lam.
- Retzia Thunb.
- Stilbe P. J. Bergius
- Thesmophora Rourke